# EL Canum Venaticorum-variabel
EL Canum Venaticorum-variabeln är en förmörkelsevariabel av Algol-typ och därmed en dubbelstjärna där komponenterna råkar ha en sådan bana att de sett från jorden passerar framför varandra. Algolvariabler är traditionellt stjärnor vars maximum i huvudsak är konstant och med tydligt avgränsande minima (se bild). Detta beror på att variabeltypen består av dubbelstjärnor med komponenterna på relativt stort avstånd från varandra. Numera avses vanligen ett system där stjärnorna är väl innanför sina Roche-lober och där stjärnorna är i stort sett sfäriska. EL Canum Venaticorum-variablerna är en undergrupp där komponenterna i dubbelstjärnan är en vit dvärg i förstadium och en följeslagare som ligger tidigt i sin utveckling i huvudserien.

## EL CVn-stjärnor
- EL Canum Venaticorum. Prototypstjärnan varierar mellan visuell magnitud +9,42 och 9,59 med en period av 0,795629 dygn eller 19,0951 timmar.[5]
- 1SWASP J024743.37−251549.2
- TYC 1755-509-1
- HD 127051